# Sassula sorurcula
Sassula sorurcula är en insektsart som först beskrevs av Stsl 1865.  Sassula sorurcula ingår i släktet Sassula och familjen Nogodinidae. Inga underarter finns listade i Catalogue of Life.